# Inns of Court

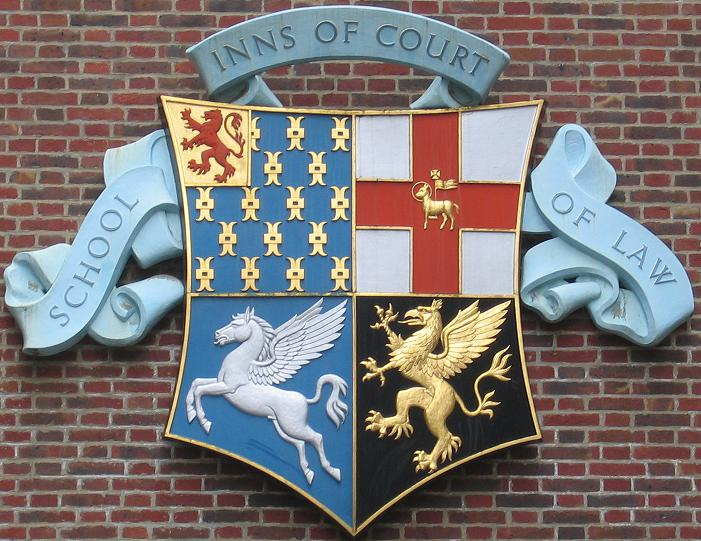
London, Inns of Court

Inns of Court består av fyra institutioner i City of London och dess omedelbara närhet, och som fungerar som kombinationer av juridiska yrkeshögskolor och advokatsamfund för barristers.
De fyra heter Gray's Inn, Middle Temple, Inner Temple och Lincoln's Inn. De har samtliga sina lokaler i närheten av "Royal Courts of Justice", den byggnad där Englands högsta domstolar förutom högsta domstolen håller till.